# Anschauung
Anschauung ist ein erkenntnistheoretischer Begriff, der in seiner heutigen Verwendung meist auf Immanuel Kant bezogen ist. Mit ihm wird von Kant zunächst auf den sinnlich-rezeptiven Anteil an der Erkenntnis Bezug genommen (KrV B 33).
Der Begriff wurde allerdings auch schon vor Kant in der Philosophie verwendet, etwa bei Notker (ahd. anascouunga) und Meister Eckhart (mhd. anschauunge), bei denen der Begriff primär eine religiöse Bedeutung hatte. In der heutigen Erkenntnistheorie werden jedoch meist die verwandten Begriffe „Wahrnehmung“ und „Erfahrung“ verwendet.
Kants in der Kritik der reinen Vernunft entwickelte Erkenntnistheorie unterscheidet in einem zweiten Schritt zwischen empirischen Anschauungen, die uns durch Sinnesorgane gegeben werden, und reinen Anschauungen, die a priori vor jeder Erfahrung gegeben sind. Die beiden von Kant angenommenen reinen Anschauungen sind Raum und Zeit. Er behauptet nicht, dass sie den Dingen an sich anhaften, sondern lediglich dem Gemüt. Raum und Zeit nennt Kant auch die „reinen Formen der Anschauung“, Empfindung die Materie (KrV B 59 f.).
Reine Anschauungen sind Vorstellungen, die zwar auf sinnliche Wahrnehmungen bezogen werden können, jedoch als solche frei sind von jeder sinnlichen Wahrnehmung, Empfindung oder Erfahrung. Eine Anschauung ist rein, „wenn der Vorstellung keine Empfindung beigemischt ist“ (KrV B 74). Unter empirischer Anschauung versteht sich der sinnlich-rezeptive Anteil der Erkenntnis.
Kant geht zudem davon aus, dass jede Erkenntnis auf das Zusammenspiel von Anschauungen und Begriffen angewiesen ist. „Das Mannigfaltige“, das in der Anschauung gegeben werde, brauche einer begrifflichen Ordnung, um zu Erkenntnis führen zu können. Andererseits brauchten Begriffe Anschauungen, um nicht vollkommen leer zu sein. Begriffsverwendungen ohne Anschauungsmaterial führten zu den sinnlosen Spekulationen der traditionellen Metaphysik, die Kant in der transzendentalen Dialektik widerlegen möchte. Dennoch ist nach Kant reine apriorische Erkenntnis im Wechselspiel von reinen Anschauungen und reinen Begriffen möglich.

## Zitate
„Gedanken ohne Inhalt sind leer, Anschauungen ohne Begriffe sind blind.“

„Man beruft sich zu leicht auf innere Anschauung, wenn man keinen anderen Grund anzugeben vermag.“